# Ver i Prisc
Ver i Prisc van ser dos esclaus de l'antiga Roma que es van convertir en gladiadors famosos durant els regnats de Vespasià i Titus, cap a finals del segle i. El combat que ambdós amics van mantenir fou el moment culminant del dia d'obertura dels jocs celebrats per Titus per a inaugurar l'Amfiteatre Flavi (més tard conegut com a Colosseu) l'any 80.
El combat va ser registrat en un poema laudatori de Marc Valeri Marcial, i constitueix l'única descripció detallada d'un combat de gladiadors que ha arribat fins als nostres dies. Ambdós gladiadors van ser declarats victoriosos en el combat, i ambdós van ser premiats per l'emperador amb la seua llibertat en un final únic.

## Text de Marcial
Marcial, De Spectaculis, XXX:
| Mentre que Prisc i Ver allargaven l'enfrontament i durant molta estona la lluita va ser igualada en ambdós costats, alts i repetits crits reclamaven la llibertat per als homes; però Cèsar va seguir la seua pròpia llei; — era la llei de lluitar amb l'escut fins que un dit s'alçara: — va fer el que li estava permès, sovint va donar menjar i regals. Però es va arribar al final amb la mateixa igualtat: iguals a l'hora de la lluita, iguals a l'hora de cedir. Cèsar va enviar espases de fusta a ambdós i palmes a ambdós: per tant, el coratge i l'habilitat van rebre el seu premi. Açò no va tenir lloc davant cap príncep excepte tu, Cèsar: quan dos van lluitar, ambdós van ser victoriosos. | Cum traheret Priscus, traheret certamina Verus, esset et aequalis Mars utriusque diu, missio saepe uiris magno clamore petita est; sed Caesar legi paruit ipse suae; — lex erat, ad digitum posita concurrere parma: — quod licuit, lances donaque saepe dedit. Inuentus tamen est finis discriminis aequi: pugnauere pares, subcubuere pares. Misit utrique rudes et palmas Caesar utrique: hoc pretium uirtus ingeniosa tulit. Contigit hoc nullo nisi te sub principe, Caesar: cum duo pugnarent, uictor uterque fuit. |

## Altres fonts
- Alan Bowman, Peter Garnsey i Dominic Rathbone: The Cambridge Ancient History. XI: The High Empire, A.D. 70-192. 2a ed. Cambridge University Press, 2000.
- Simon Hornblower i Antony Spawforth: Oxford Classical Dictionary. 3a ed. Oxford University Press, 2003.
- Andrew G. Traver: From Polis to Empire – The Ancient World, c. 800 B.C. - A.D. 500: A Biographical Dictionary. 1a ed. Greenwood Press, 2002.